# Василівська сільська рада (Житомирський район)
Василівська сільська рада — колишня адміністративно-територіальна одиниця та орган місцевого самоврядування у Троянівському, Пулинському, Мархлевському, Коростишівському, Житомирському районах, Житомирській міській раді Волинської округи, Київської й Житомирської областей УРСР та України з адміністративним центром у с. Василівка.

## Населені пункти
Сільській раді були підпорядковані населені пункти:
- с. Василівка
- с. Болярка
- с. Мусіївка
- с. Нова Василівка
- с. Рудківка

## Населення
Кількість населення ради, станом на 1923 рік, становила 1 076 осіб, кількість дворів — 126.
Кількість населення сільської ради, станом на 1924 рік, становила 1 121 особу.
Кількість населення ради, станом на 1931 рік, становила 1 298 осіб.
Відповідно до результатів перепису населення 1989 року, кількість населення ради, станом на 12 січня 1989 року, складала 771 особу.
Станом на 5 грудня 2001 року, відповідно до перепису населення України, кількість мешканців сільської ради складала 1 177 осіб.

## Склад ради
Рада складалася з 16 депутатів та голови.

## Керівний склад сільської ради
| ПІБ                         | Основні відомості                                                 | Дата обрання | Дата звільнення |
| --------------------------- | ----------------------------------------------------------------- | ------------ | --------------- |
| Андросович Петро Васильович | Сільський голова, 1956 року народження, освіта, безпартійний      | 26.03.2006   | 31.10.2010      |
| Андросович Петро Васильович | Сільський голова, 1956 року народження, освіта вища, безпартійний | 31.10.2010   |                 |

Примітка: таблиця складена за даними джерела

## Історія
Утворена 1923 року в складі хуторів Василевського та Рудковського Троянівської волості Житомирського повіту Волинської губернії. 3 листопада 1923 року до складу ради було передано х. Мазараки Березівської сільської ради Троянівського району. З 1925 року на обліку значився х. Вили Другі. На 1 жовтня 1941 року хутори Вили Другі та Мазараки не числилися на обліку населених пунктів.
Станом на 1 вересня 1946 року сільрада входила до складу Житомирського району Житомирської області, на обліку в раді перебували с. Василівка та х. Рудківський.
11 вересня 1954 року до складу ради включені с. Здань-Болярка та хутори Мусіївка й Нова Болярка ліквідованої Здань-Болярської сільської ради Житомирського району. 29 червня 1960 року, відповідно до рішення Житомирського облвиконкому № 683 «Про об'єднання деяких населених пунктів в районах області», об'єднано с. Здань-Болярка з х. Нова Болярка в с. Болярка. 25 квітня 1995 року поставлений на облік новостворений населений пункт — с. Нова Василівка.
Станом на 1 січня 1972 року сільська рада входила до складу Житомирського району Житомирської області, на обліку в раді перебували села Болярка, Василівка, Мусіївка та Рудківка.
Виключена з облікових даних 17 липня 2020 року. Територію та населені пункти ради, відповідно до розпорядження Кабінету Міністрів України № 711-р від 12 червня 2020 року «Про визначення адміністративних центрів та затвердження територій територіальних громад Житомирської області», включено до складу Березівської сільської територіальної громади Житомирського району Житомирської області.
Входила до складу Троянівського (7.03.1923 р.), Пулинського (28.03.1925 р.), Мархлевського (30.6.1930 р.), Житомирського (14.05.1939 р., 4.01.1965 р.), Коростишівського (30.12.1962 р.) та Житомирської міської ради (17.10.1935 р.).